# NGC 6438
NGC 6438 (другие обозначения — ESO 10-1, AM 1806-852, PGC 61787) — линзообразная галактика (S0) в созвездии Октант.
Этот объект входит в число перечисленных в оригинальной редакции «Нового общего каталога».